# Yitskhok Rudashevski
Yitskhok Rudashevski (Vilnius, 1927. december 10. – Ponary, 1943. október 1.) litván–zsidó naplóíró.

## Élete
A második világháború alatt zsidó származása miatt a vilniusi gettóba kényszerítették, ahol 1941 júniusától 1943 áprilisáig naplót vezetett, amelyben életét, szenvedéseit írta le jiddis nyelven. A ponaryi mészárlás során végeztek vele, 1943 októberében. A naplójára unokatestvére, Sore Voloshin talált rá 1944-ben, 1973-ban publikálták egy izraeli kiadó jóvoltából.

## Fordítás
- Ez a szócikk részben vagy egészben  a   Yitskhok Rudashevski című angol Wikipédia-szócikk ezen változatának fordításán alapul.  Az eredeti cikk szerkesztőit annak laptörténete sorolja fel. Ez a jelzés csupán a megfogalmazás eredetét és a szerzői jogokat jelzi, nem szolgál a cikkben szereplő információk forrásmegjelöléseként.